# Gardiol
Pour les articles homonymes, voir Gardiol (homonymie).
Le gardiol (en occitan : gardiòl) est la variété d'occitan encore parlée de nos jours à Guardia Piemontese, en Calabre.
L'UNESCO le classe comme étant « sérieusement en danger » de disparition dans son Atlas des langues en danger dans le monde. Mais au contraire, Agostino Formica a montré en 1999 que l'occitan gardiol se maintenait bien malgré le faible nombre de locuteurs (370). De même, Pietro Monteleone a souligné que le gardiol restait la langue d'usage courant dans les rapports familiaux et amicaux.
Le gardiol est d'origine nord-occitane. La population de Guardia Piemontese est arrivée des Vallées Occitanes du Piémont au XIVe siècle, à la suite des persécutions contre les Vaudois. Il se rattache donc au vivaro-alpin .
En 2007, selon le linguiste Fiorenzo Toso, il y a 340 locuteurs de gardiol sur 1 860 habitants, les autres utilisant soit l'italien standard, soit le calabrais.

## Exemple de texte
Ò país de la Gàrdia l’es ò sol país de la Calàbria aont la se parlla la lenga occitana. L’occitan al es parllat dins quarque vall alpina dal Piemont, dins la part meridionala de la França e en Val d’Aran en Spanha. Lhi gardiol ilh son deshindent de Valdés arrivat dins al sègle XIV de les Alp. En 1561 la vai èsser la persecucion dei Valdés e assai persone ilh van èsser massae.
Traduction :

Le pays de Guardia Piemontese est le seul endroit de Calabre où se parle la langue occitane. L'occitan est parlé dans quelques vallées alpines du Piémont, dans la partie méridionale de la France et en Val d'Aran en Espagne. Les gardiols sont les descendants de Vaudois arrivés des Alpes au XIVe siècle. En 1561 eut lieu la persécution des Vaudois et de nombreuses personnes furent tuées.

## Réforme linguistique
Si les Gardiols ont toujours su que leur langue venait des Vallées vaudoises du Piémont, les Occitans du Piémont ont mis du temps à prendre conscience que leur langue faisait partie de l'ensemble d'oc. Depuis les années 1970, le nom d'occitan s'est diffusé dans les Vallées occitanes. Ce nom a probablement été introduit à Guardia Piemontese par Arturo Genre, qui introduisit aussi la graphie de l'Escolo dòu Po (dont le principe est de noter tous les parlers avec leurs particularités locales). Hans-Peter Kunert, un romaniste allemand, a mis au point l'adaptation au gardiol de la graphie classique de l'occitan, qui rend le gardiol lisible en dehors de Guardia malgré les particularités qui rendent le gardiol parlé difficilement compréhensible à un Occitan de France.
Cela a permis le développement de matériel scolaire ainsi que d'un dictionnaire gardiol-italien .

## Le gardiol comparé au nord-occitan et aux autres langues romanes
| latin                          | portugais | espagnol    | français | catalan  | nord-occitan      | gardiol | sarde          | italien         | frioulan | ladin (nones) | roumain    |
| ------------------------------ | --------- | ----------- | -------- | -------- | ----------------- | ------- | -------------- | --------------- | -------- | ------------- | ---------- |
| clavis (clavis)                | chave     | llave/clave | clef/clé | clau     | clau/clhau        | quiau   | crae/crai      | chiave          | clâf     | clau          | cheie      |
| nox (noctis)                   | noite     | noche       | nuit     | nit      | nueit/nuech       | nuèit   | notte/notti    | notte           | gnot     | not           | noapte     |
| cantare                        | cantar    | cantar      | chanter  | cantar   | chantar           | chantar | cantare/cantai | cantare         | cjantâ   | ciantar       | cânta      |
| capra (caprae)                 | cabra     | cabra       | chèvre   | cabra    | chabra            | chabra  | cabra/craba    | capra           | cjavre   | ciaura        | capră      |
| lingua (linguae)               | língua    | lengua      | langue   | llengua  | lenga             | lenga   | limba/lingua   | lingua          | lenghe   | lenga         | limbă      |
| platea (plateae)               | praça     | plaza       | place    | plaça    | plaça/plhaça      | piaça   | pratha/pratza  | piazza          | place    | plaza         | piaţă      |
| pons (pontis)                  | ponte     | puente      | pont     | pont     | pònt/pont         | pònt    | ponte/ponti    | ponte           | puint    | pònt          | punte      |
| ecclesia (eclessiae)           | igreja    | iglesia     | église   | església | gleia/gleisa      | guieisa | creja/cresia   | chiesa          | glesie   | glesia        | biserică   |
| caseus (lat. vulg. formaticum) | queijo    | queso       | fromage  | formatge | formatge/fromatge | case    | casu           | formaggio/cacio | formadi  | formai        | brânză/caş |